# Aquário de São Paulo
Aquário de São Paulo (ASP) é um oceanário localizado no distrito do Ipiranga, zona sudeste da cidade de São Paulo, Brasil. Foi inaugurado no dia 6 de julho de 2006, como o primeiro Aquário Temático da América Latina.
Atualmente, o local conta com um total de 15 mil m² e 4 milhões de litros de água onde habitam milhares de animais de centenas de espécies e contribui com diversos projetos de conservação que trabalham com animais em ambiente natural.

## Ambientes

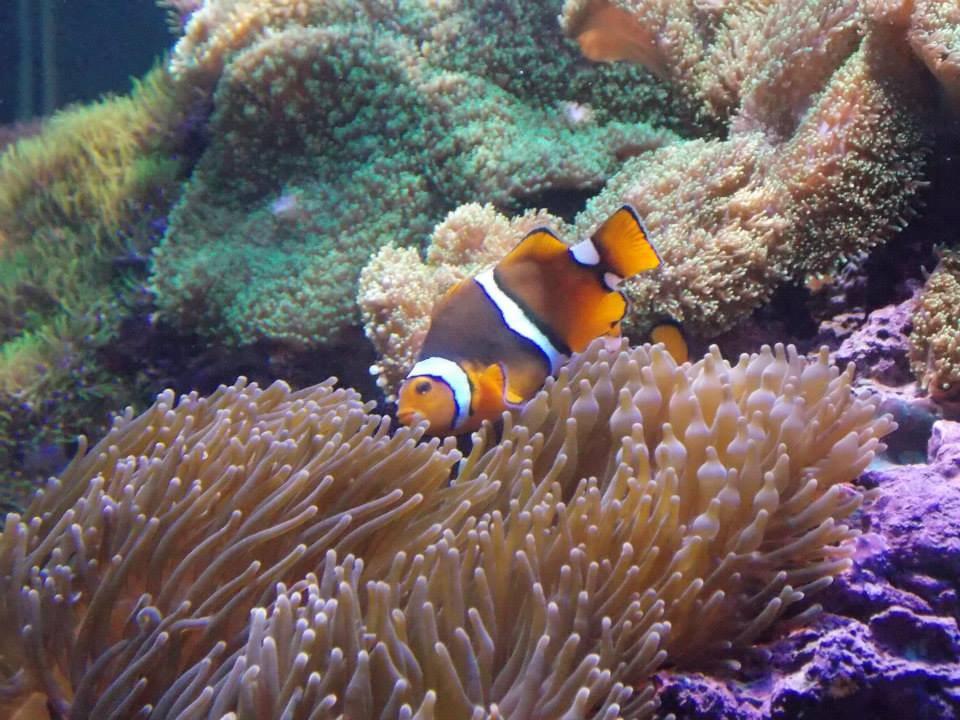
Peixe-palhaço exposto no ASP.

O Aquário de São Paulo foi inaugurado em 6 de julho de 2006, quando apresentava apenas um setor, com área total de 3 mil m², onde foram construídos 25 tanques/aquários que exibiam espécies de peixes, répteis e mamíferos que habitam diversos ecossistemas, como a Floresta Amazônica, o Pantanal e a bacia hidrográfica do rio Tietê.
Em 2008, houve a primeira ampliação da instituição, com a construção de 2 mil m² para a criação do "Mundo Marinho", que contou com o aumento de 11 tanques/recintos onde passou a demonstrar a mudança gradativa entre o ambiente dulcícola e marinho, com tanques representando água salobra, manguezal, praia arenosa, costão rochoso, oceano e arrecifes, com diversos tipos de peixes, tubarões, raias e pinguins.
Em 2009, 10 novos tanques/recinto foram construídos em 3 mil m² para ampliar o setor "Amazônia", com a chegada de um peixe-boi, tamanduás-mirim, macacos bugio, lontras e peixes gigantes da Amazônia (como pirarucus, pirararas, tambaquis e jaús) foram as principais novidades do setor. Em 2015, houve uma grande ampliação com a criação de 13 novos tanques/recintos em uma área de 7 mil m² voltado ao mundo animal de fora do país, como suricatas, colobus e lêmures do continente africano; raposas voadoras e pítons da Indonésia; cangurus, vombates, equidnas e coalas da Austrália; focas, leão marinho, lobos-marinhos e os ursos polares.

### Ursos polares

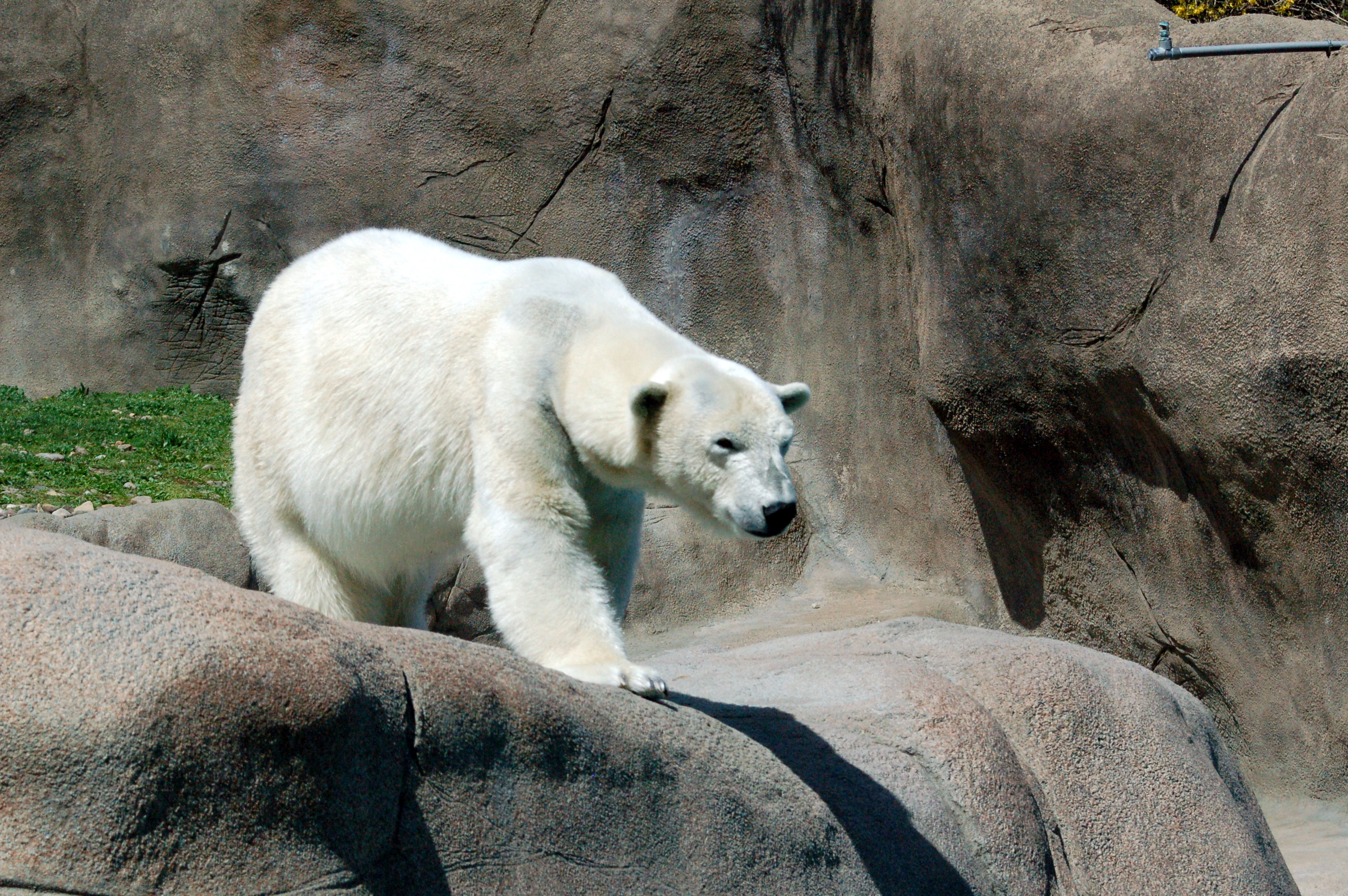
Urso-polar no Aquário de SP

Os ursos polares Aurora e Peregrino, nascidos na fria Rússia, são os primeiro de sua espécie no país. Eles ficam em um recinto de 1.500 metros quadrados, com temperatura entre -15 °C e -5 °C. Pesquisas sobre animais oriundos das regiões polares do planeta terra apontam que o território para a reprodução e a qualidade de vida desses ursos é de 200.000 a 1.000.000 de metros quadrados, com temperaturas que podem variar -50 °C  a -5 °C e com variações luminosas de 24h de sol no verão e 24h sem sol no inverno. No seu habitat, os ursos alimentam-se do couro das focas. Na natureza, eles pisam no gelo e seu faro é usado para identificar as focas que circulam na água. Fora de seu habitat, não aprendem a buscar seu alimento. Um urso polar adulto pode chegar a caminhar até 30 Km todo dia por até semanas. Os ursos polares não hibernam. Os 25.000 ursos restantes no planeta habitam países como a Rússia, Canadá, Estados Unidos e Groenlândia. Em 2008, os Estados Unidos declararam o urso polar do Alasca como uma espécie em extinção.
Em 2024, nasceu no Aquário a ursa polar Nur, filha do casal Aurora e Peregrino, sendo o primeiro e, até o momento, único animal da espécie a nascer na América Latina.
As condições sob as quais o casal de ursos é mantido foram alvo de críticas e questionamentos.